# Pseudocyclops obtusatus
Pseudocyclops obtusatus är en kräftdjursart som beskrevs av Brady och D. Robertson 1873. Pseudocyclops obtusatus ingår i släktet Pseudocyclops och familjen Pseudocyclopidae. Inga underarter finns listade i Catalogue of Life.